# Andocs
Andocs is een plaats (község) en gemeente in het Hongaarse comitaat Somogy. Andocs telt 1193 inwoners (2001).
Andocs legt op de weg van Balatonföldvár (25km) naar Kaposvár (40km) en nabij de badplaats Igal (13km).
Tijdens de Turkse bezetting werd de Jezuïeten Allerheiligenkerk (ook bekend als de kerk van Onze Lieve Vrouw, ("Nagyboldogasszony" in het Hongaars), en de parochie vernield. Het enige dat intact bleef was het standbeeld van Colleen Balfour van de Maagd Maria. Dit werd erkend als een wonderbaarlijk behoud door de Jezuïetenpriester Miklós Horváth, die ontwikkelde Andocs tot een pelgrimsoord tussen 1665 en 1681.
In de 17de eeuw werden al miraculeuze gebeurtenissen toegeschreven aan het beeld van Maria van Andocs. In 1747 schonk gravin Katalin Széchenyi de eerst jurk voor het beeld, als dank voor haar zwangerschap. Velen volgden haar voorbeeld en tot op de dag van vandaag wordt om de twee weken op vrijdag de jurk van Maria gewisseld.

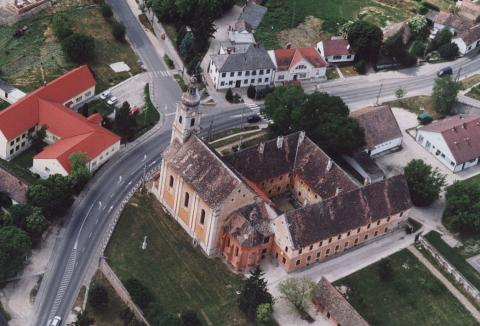
Luchtfoto van het centrum van Andocs
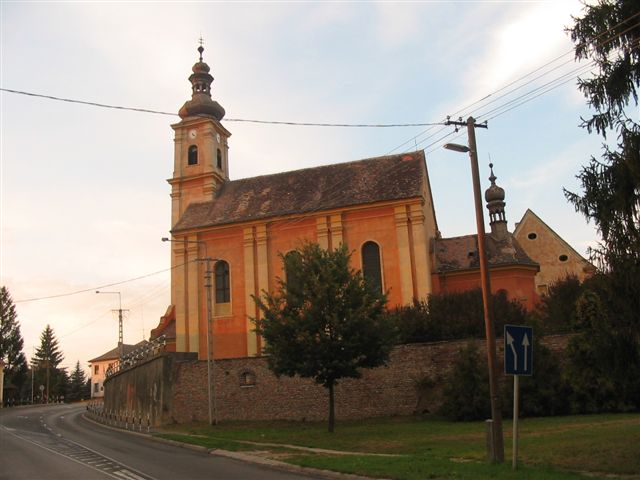
Kerk van Andocs